# Sinoxylon senegalense
Sinoxylon senegalense är en skalbaggsart som beskrevs av Ferdinand Karsch 1881. 
Sinoxylon senegalense ingår i släktet Sinoxylon och familjen kapuschongbaggar. Inga underarter finns listade i Catalogue of Life.

## Bildgalleri

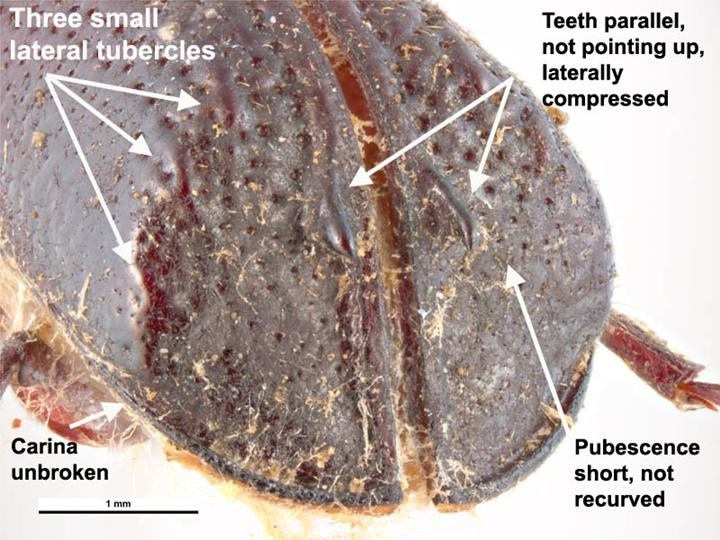
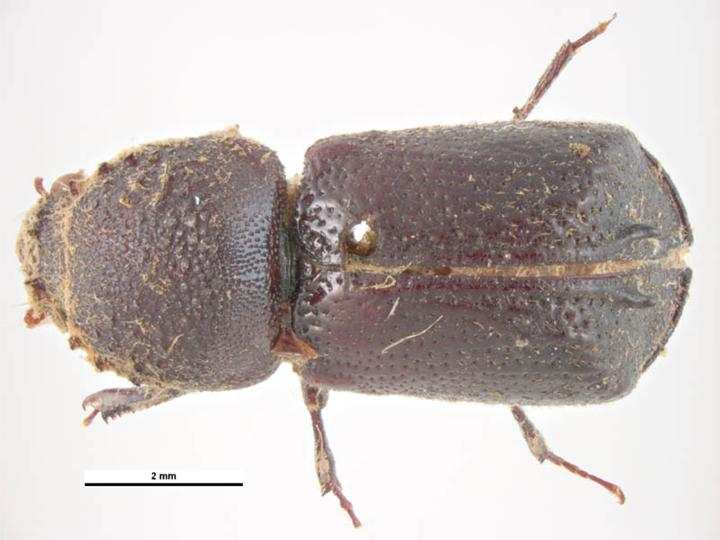